# Kaaimeester
Een kaaimeester was in vroeger tijden iemand die toezicht hield op de scheepvaart aan de Schelde en langs de vlieten. Tegenwoordig houdt hij toezicht in de moderne havendokken van Antwerpen.

## Vroeger
De kaaimeesters waren vanouds belast met toezicht op de scheepvaart in de oude haven. Het waren meestal gewezen schippers die door het stadsbestuur werden aangesteld. Ze ontvingen van de stad een jaarloon. Bovendien kon de kaaimeester bij overtredingen vaak aanspraak maken op een derde deel van de boete.
Zij hadden ruime bevoegdheden: ze regelden het scheepsverkeer in de binnenhavens, ze wezen ligplaatsen aan, inden het liggeld, controleerden de brandveiligheid aan boord van de schepen, verhinderden het dumpen van vuilnis en zagen toe op de naleving van de havenreglementen. Bij de veelvoorkomende twisten tussen de schippers trad de kaaimeester als scheidsrechter op.
Uit de 16e eeuw kent men slechts een vijftal kaaimeesters van naam. Ze kregen een deel van de haven als ambtsgebied toegewezen. Zo was Kerstiaen Kerstiaenssone in 1562 en 1563 verantwoordelijk voor de vlieten van de Nieuwstad, Timmervliet en Middelvliet het latere Eilandje.

## Heden
In de huidige tijd worden kaaimeesters nog steeds zo genoemd, maar hun functie beperkt zich tot toezicht op de kade zelf, terwijl dokmeesters of havenmeesters zich bezighouden met de schepen.
De kaaimeesters of kaaitoezichthouders houden toezicht op hun sectiekade en controleren of er geen hindernissen zijn of voorwerpen op de kade zijn blijven liggen die hinderlijk zijn bij het laden en lossen van de schepen. Ze controleren ook de staat van onderhoud van de opstallen, zoals de afdaken, hangaars en loodsen en zien erop toe of de trein- en kraansporen nog in goede staat verkeren. 
De dokmeesters hebben ook ieder een eigen sectie in de zeer grote Antwerpse haven en houden toezicht op vrije ligplaatsen voor zeeschepen. Ze hebben de bevoegdheid binnenschepen weg te sturen die op de beoogde aanlegplaats liggen. Ze zijn ook bevoegd om een proces-verbaal op te stellen en boetes uit te schrijven. Deze dokmeesters werken samen met de leidinggevendewerkleider-dokmeester.
De aard van het werk is in de loop van de eeuwen nauwelijks veranderd, maar zowel de kaaimeesters als de dokmeesters hebben geen recht meer op een aandeel in de boetes en de liggelden. De boetes gaan tegenwoordig in hun geheel naar het Vlaams Gewest. De liggelden en andere betalingen worden geïnd door de Financiële Dienst aan het Straatsburgdok.